# Chain Home

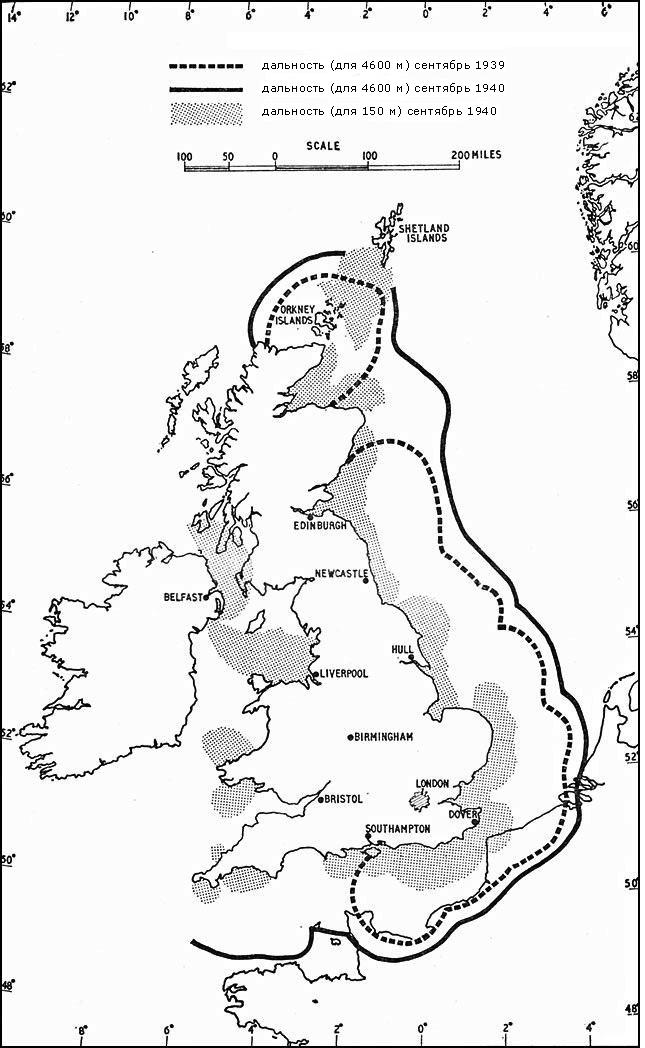
Дальность обнаружения самолётов РЛС Chain Home и Chain Home Low

Чейн Хоум (англ. Chain Home) или AMES Type 1 (Air Ministry Experimental Station — Воздушного министерства опытная станция тип 1) — радиолокационные станции, расположенные вдоль побережья Британских островов. Внесли значительный вклад в оборону Великобритании от воздушных атак на европейском театре боевых действий Второй мировой войны, в особенности во время битвы за Британию. Для обнаружения низколетящих самолётов радиолокаторы Chain Home использовались совместно с построенными позднее РЛС Chain Home Low (AMES Type 2).

## Создание
28 января 1935 года Уотсон-Уотт (Watson-Watt) в докладе Министерству Авиации Великобритании обосновал возможность раннего предупреждения о воздушном нападении посредством обнаружения самолётов противника с помощью радиоволн. А в ходе опыта 26 февраля того же года, впервые в Великобритании, при помощи радиоволн был обнаружен летящий самолёт. По результатам эксперимента, для дальнейших работ в области радиолокации было выделено 12 300 фунтов стерлингов. Была построена опытная РЛС, обнаружившая летом 1935 года воздушную цель на дальности до 60 км.  В сентябре принято решение о серийном производстве Chain Home.
С декабря 1935 года начали работу первые 5 радиолокационных станций, установленных на восточном побережье Британии. Летом 1938 сеть защиты Великобритании от воздушного нападения состояла из 20 РЛС. В дальнейшем их количество было увеличено, а с 1939 года начинают устанавливаться радиолокаторы Chain Home Low, работающие на более высокой частоте и способные обнаружить низколетящие самолёты, с 1943 года — Chain Home Extra Low. Эти РЛС работали совместно с Chain Home.

## Описание

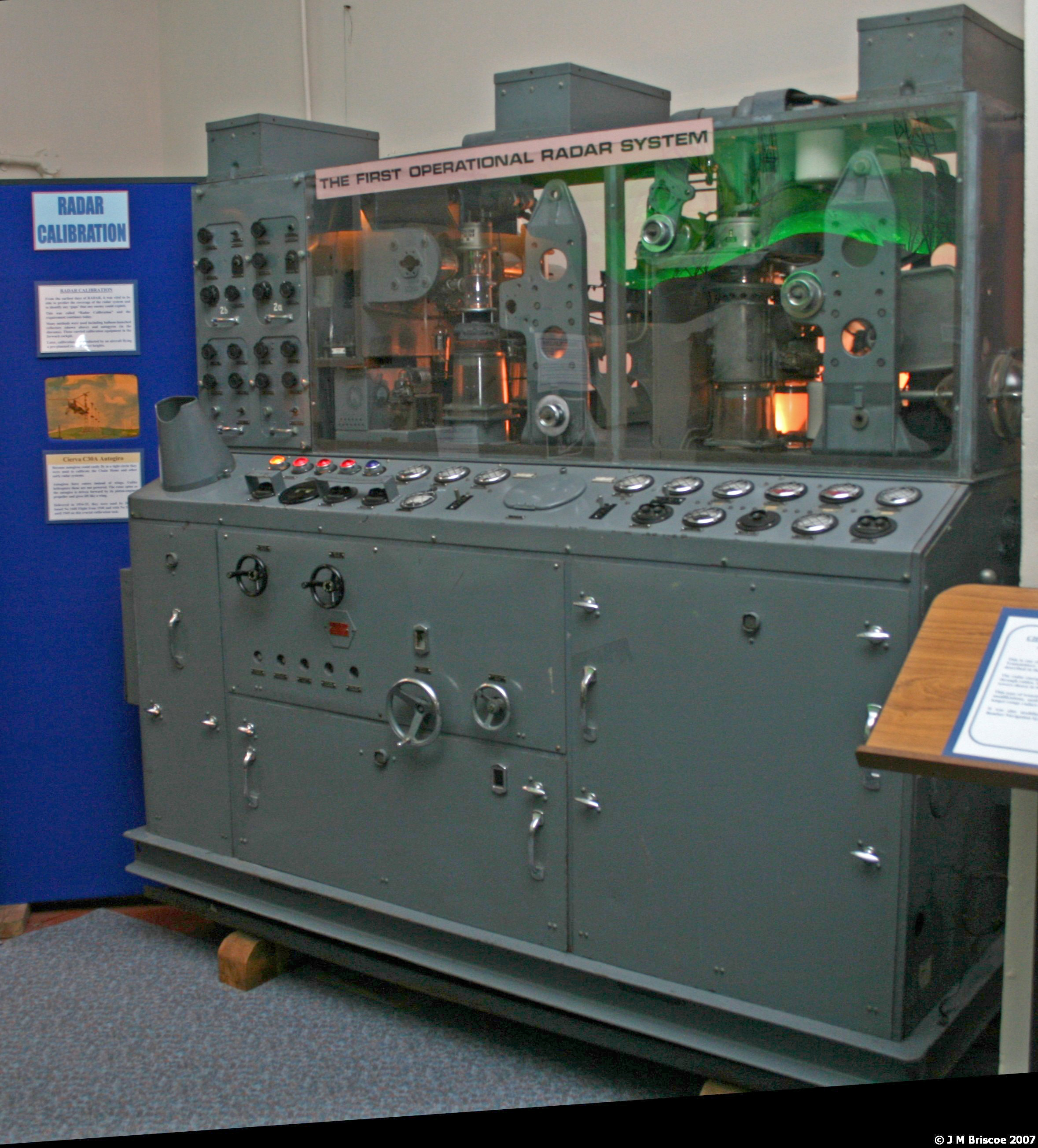
Передатчик системы Chain Home в музее

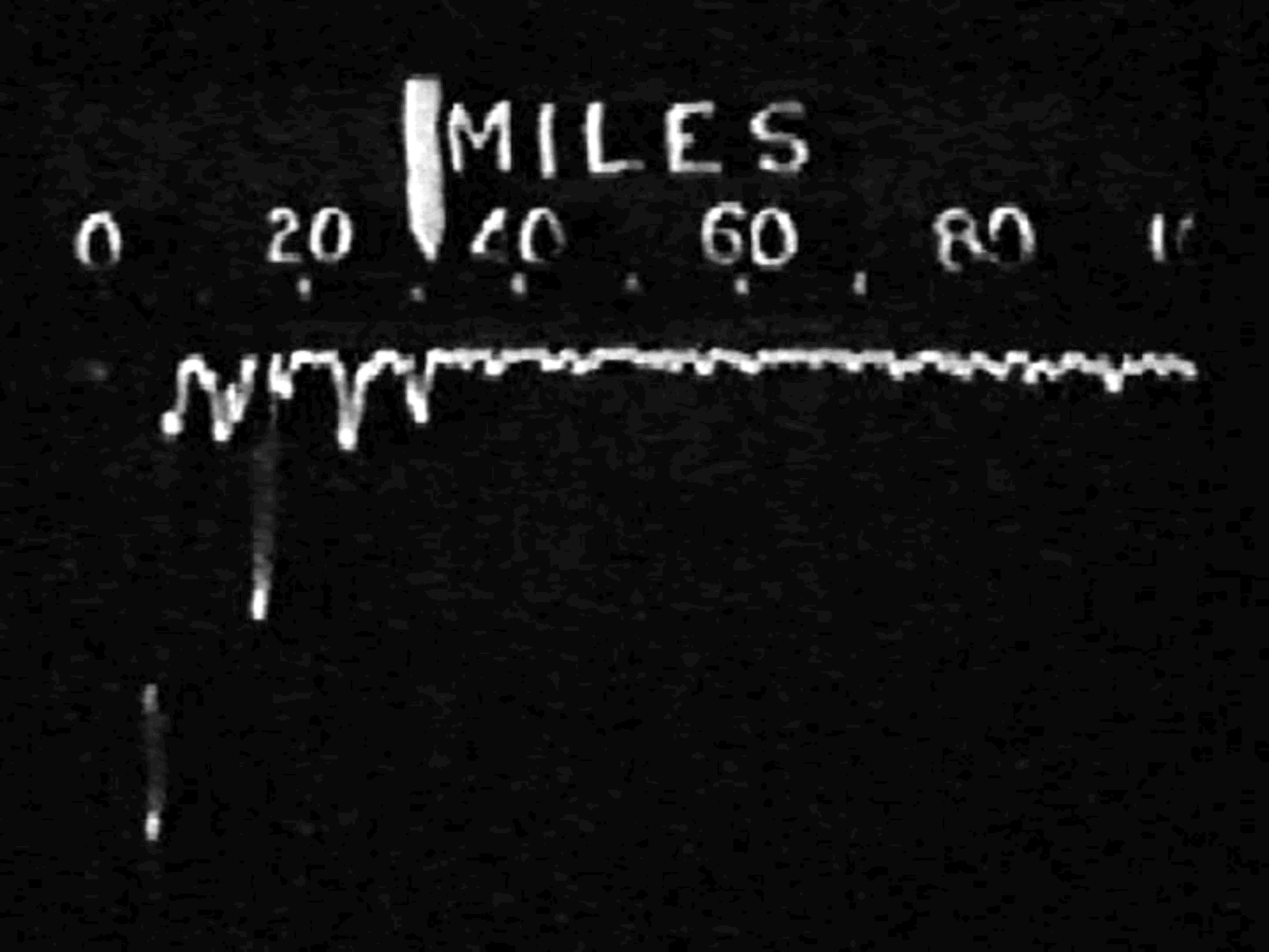
Изображение с экрана работающей РЛС

Радиолокаторы работали на частотах 20—30 МГц (длина волны 10—13 м). Мощность импульса была вначале 200 кВт, позже её увеличили до 800 кВт. Передающая антенна состоявшая из горизонтальных вибраторов и рефлекторов подвешивалась на металлических мачтах высотой 115 м. Антенна была неподвижной и имела широкую диаграмму направленности — самолёт мог быть обнаружен в секторе 120°. Приёмные антенны размещались на 80 метровых деревянных вышках. Они состояли из двух скрещённых вибраторов для определения азимута и двух расположенных на разных высотах вибраторов для измерения углов места.
В результате сравнения амплитуды отражённого от самолёта сигнала на верхнем и нижнем вибраторах определялся угол места, то есть высота полёта воздушной цели. Сигналы принимались, как отражённые непосредственно от самолёта, так и дополнительно отражённые от поверхности моря. Высота самолёта, находящегося на расстоянии 100 км от РЛС определялась с точностью до 500 м. Обнаруженные самолёты отображались на экране электронно-лучевой трубки с горизонтальной развёрткой. Для проверки верной работы по определению угла места и азимута РЛС часто требовалась калибровка. Также, задние и боковые лепестки излучения вызывали отражения от гор и самолётов вне рабочей зоны радиолокатора. Станция не могла обнаружить низколетящие самолёты.